# Уеска
Уеска (шп. Huesca) је главни град покрајине Уеска и налази се у аутономној заједници Арагон (Шпанија). Кроз провинцију Уеска протиче река Ебро. Овај град има 48.530 становника (по попису од 2005. године) и тиме је други по величини град у Арагону.

## Грађевине
Знаменитости града представљају готска катедрала из 13. века са високим олтаром. Ову катедралу карактерише мешавина утицаја готике и ренесансе. Веома интересантна је и црква Сан Педро ел Виехо. На око 30 km удаљености налази се тврђава Лоаре (Castillo de Loarre) богата историјом и колекцијом интересантних предмета из разних периода.

## Становништво
| 1981.  | 1989.  | 1991.  | 2001.  | 2002.  |
| ------ | ------ | ------ | ------ | ------ |
| 44.372 | 44.165 | 50.085 | 45.874 | 46.243 |

## Администрација
| Година     | Име                           | Странка |
| ---------- | ----------------------------- | ------- |
| 1979-1983. | José Antonio Llanas Almudévar | UCD     |
| 1983-1987. | Enrique Sánchez Carrasco      | PSOE    |
| 1987-1991. | Enrique Sánchez Carrasco      | PSOE    |
| 1991-1995. | Enrique Sánchez Carrasco      | PSOE    |
| 1995-1997. | Luis Acín Boned               | PAR     |
| 1997-1999. | José Luis Rubió Gracia        | PP      |
| 1999-2003. | Fernando Elboj Broto          | PSOE    |
| 2003-2007. | Fernando Elboj Broto          | PSOE    |

## Познате личности из Уеске
- Винсенсио Хуан де Ластаноса (шп. Vincencio Juan de Lastanosa), (1607-1681), научник
- Антонио Саура (шп. Antonio Saura), шпански сликар
- Карлос Саура (шп. Carlos Saura), филмски режисер
- Винсенс вон Валенсија (шп. Vinzenz von Valencia)
- Карлос Кастан (шп. Carlos Castán), шпански писац
- Хавиер Ибарз (шп. Javier Ibarz), шпански глумац и певач
- Сантиаго Рамон и Кахал (шп. Santiago Ramón y Cajal), шпански научник (добитник Нобелове награде за медицину)

## Партнерски градови
- Тарб